# Кавник

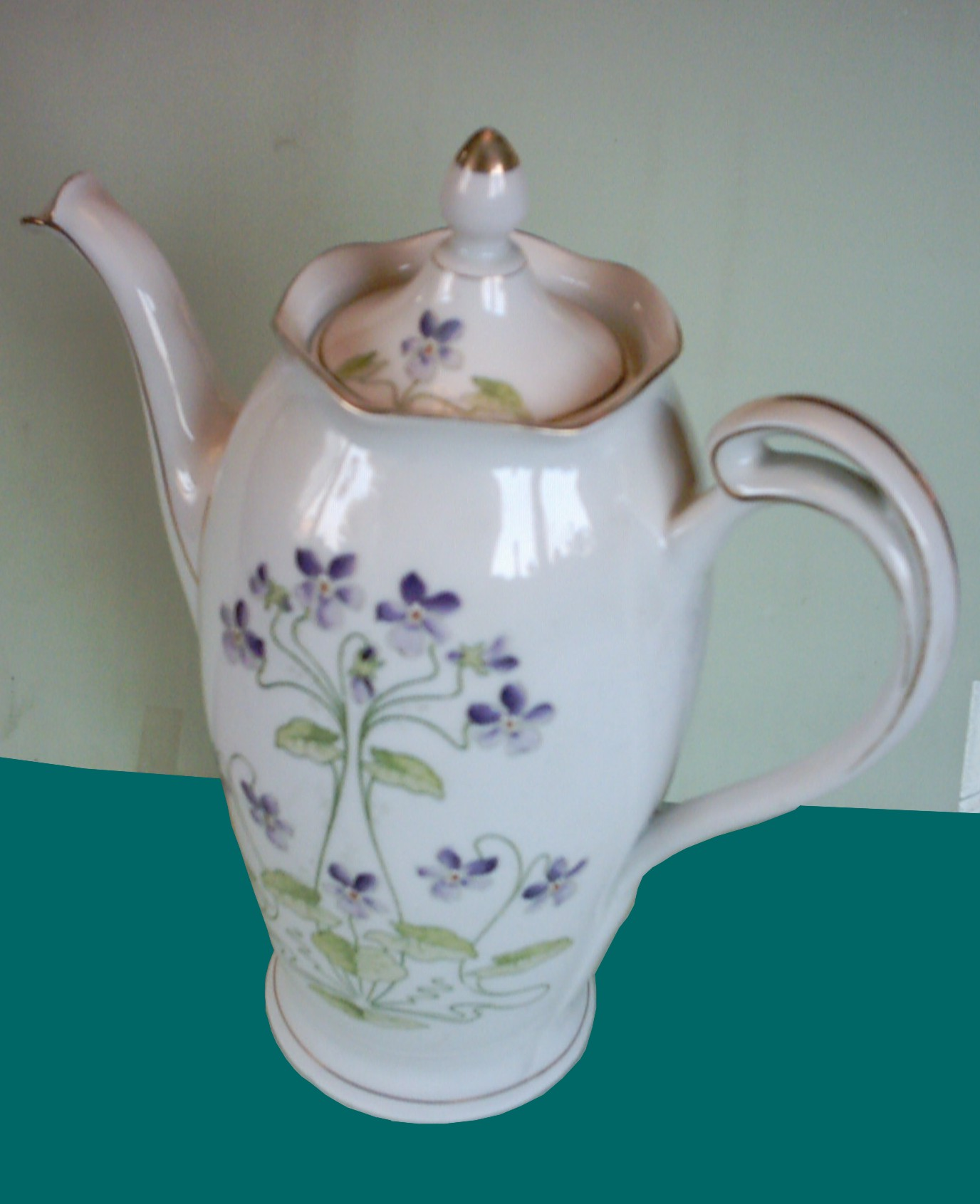
Кавник 1900 року

Ка́вник, кофе́йник — столовий посуд для сервірування готової кави.
До винаходу кавоварки готову каву подавали у спеціальному порцеляновому чи фаянсовому посуді, за формою схожою на чайник, але звичайно меншого розміру. Сучасний кавник є частиною кавоварки і переважно виготовляється зі скла. Кавники сьогодні є предметами колекціонування. Найбільші музеї кавників у Європі, що нараховують понад 5000 експонатів, знаходяться у німецьких містах Шеппенштедт і Бюхльберг.